# 圣阿雷
圣阿雷（法語：Saint-Arey，法語發音：[sɛ̃.t‿aʁɛ]）是法国伊泽尔省的一个市镇，属于格勒诺布尔区。

## 地理
圣阿雷（44°52'19"N, 5°44'2"E）面积6.67 平方千米，位于法国奥弗涅-罗讷-阿尔卑斯大区伊泽尔省，该省份为法国东南部内陆省份，北起顺时针与安省、萨瓦省、上阿尔卑斯省、德龙省、阿尔代什省、卢瓦尔省和罗讷省。
与圣阿雷接壤的市镇（或旧市镇、城区）包括：科涅、迈尔-萨韦勒、普吕尼耶尔、圣让代朗。

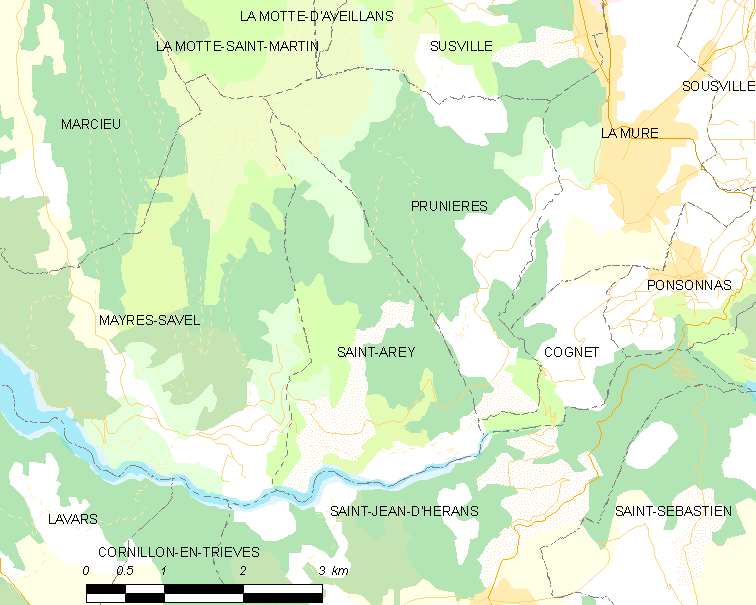
圣阿雷的OSM定位图

圣阿雷的时区为UTC+01:00、UTC+02:00（夏令时）。

## 行政
圣阿雷的邮政编码为38350，INSEE市镇编码为38361。

## 政治
圣阿雷所属的省级选区为马泰西讷-特列沃县。

## 人口

1962-2008年间圣阿雷人口变化图示

圣阿雷于2022年1月1日时的人口数量为73人。